# Дерлингау (графство)

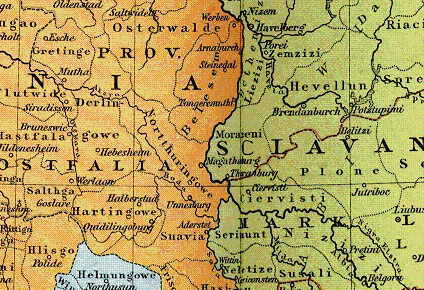
Дерлингау в Саксонии, около 1000

Дерлингау - раннесредневековое графство (гау) в герцогстве Саксония.

## География
Дерлингау находилось большей частью между рекой Окер на западе и Лаппвальдским лесом на востоке. Граничит (с севера, по часовой стрелке) с: Барденгау, Остервальд, en:Nordthüringgau,  en:Harzgau, en:Salzgau, en:Hastfalagau, en:Gau Flutwide, en:Gau Gretinge. Главным городом графства был Эфессен, а позднее Брауншвейг. Дерлингау относилось к епархии епископа хальберштадтского.

## История
Об истории графства известно немного. Бруноны были здесь наиболее могущественной семьёй в X и XI веках; когда Бруноны угасли, их владения были унаследованы Лотарём II, который был герцогом Саксонским, а позже императором Священной Римской Империи. Со времён Лотара, герцога Генриха Льва и их потомков, этими землями владели герцоги Брауншвейг-Люнебурга. После распада герцогства Саксонского в начале XIII века, Дерлингау вместе с несколькими близлежащими графствами стал основой нового герцогства - Брауншвейг-Люнебургского.
Северная граница Дерлингау в дальнейшем превратилась в часть границы между княжествами Брауншвейг-Вольфенбюттель и Люнебург. Восточная и южная границы Дерлингау существуют до сих пор как граница между Нижней Саксонией и Саксонией-Анхальт.
Наиболее известные графы Дерлингау:
- Бруно I, сын Людольфа, 965 (Бруноны)
- Дитрих фон Хальденслебен, 966-985 м
- Лотарь, с 982
- Бруно II (умер около 1010), сын Бруно I, с 990 (Бруноны)
- Экберт, около 1013 (Биллунги)
- Людольф (умер в 1038), сын Бруно II, около 1031 (Бруноны)
- Бернхард (умер до 1069), 1052 (Зюплингенбург)
- Зигфрид II (умер около 1087)